# Hīkoi mō te Tiriti

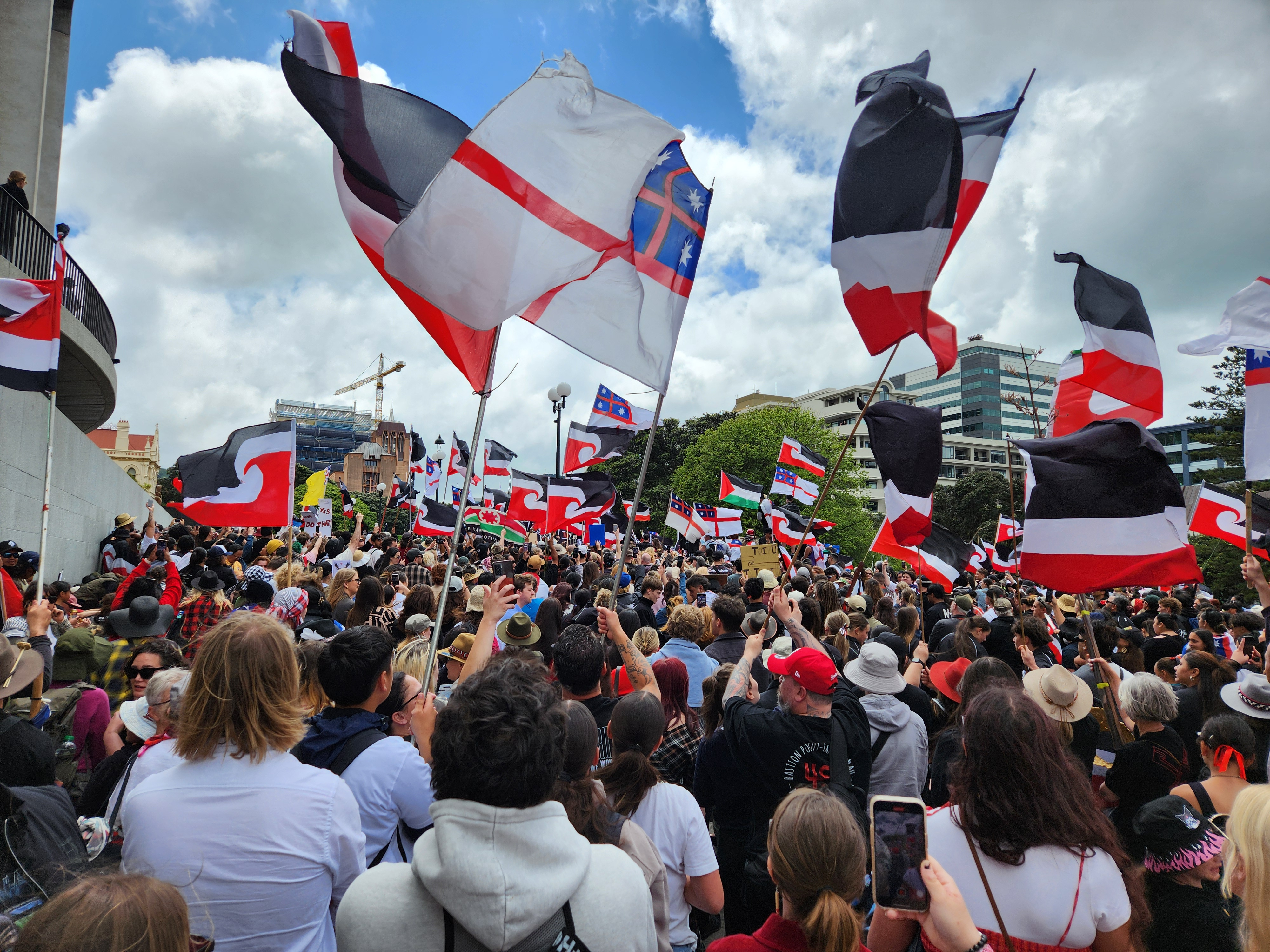
Manifestants davant el parlament neozelandès

La Hīkoi mō te Tiriti (en maori, o sigui Marxa pel Tractat) va ser una protesta "hikoi" que va tenir lloc a Nova Zelanda entre el 10 i el 19 de novembre de 2024. La manifestació, que va aplegar més de 40.000 persones i finalitzà a Wellington, la capital del país, es va produir a conseqüència d'un projecte de llei (en anglèsː Treaty Principles Bill) per tal de modificar el Tractat de Waitangi que té com a finalitat la redefinició dels Principis del tractat de manera desfavorable als drets dels autòctons maoris.
Aquest projecte de llei va ser presentat el novembre de 2024 pel govern de coalició de dreta, com a objectiu polític clau de David Seymour, el líder del partit llibertari ACT. A iniciativa de la diputada Hana-Rawhiti Maipi-Clarke, diversos membres del Parlament van realitzar una haka, la qual cosa va retardar la primera lectura de la llei.
La mobilització en contra de la llei s'ha imposat com la més gran de les manifestacions en defensa dels drets del poble maori i, a més, ha comptat amb el suport d'una part important de la població d'origen europeu.